# Oberöfflingen
Oberöfflingen település Németországban, Rajna-vidék-Pfalz tartományban. Lakosainak száma 273 fő (2023. december 31.).

## Népesség
A település népességének változása:
| Lakosok száma | 267  | 261  | 264  | 265  | 278  | 273  |
|               | 1975 | 2017 | 2019 | 2021 | 2022 | 2023 |